# الولي (القفر)

تعديل مصدري - تعديل

الولي محلة تابعة لقرية شارجية، التابعة لعزلة حمير بمديرية القفر إحدى مديريات محافظة إب في الجمهورية اليمنية، بلغ تعداد سكانها 26 حسب تعداد اليمن لعام 2004.